# Riho Nakajima
Riho Nakajima (Osaka, 31 de janeiro de 1978) é uma ex-nadadora sincronizada japonesa, medalhista olímpica.

## Carreira
Riho Nakajima representou seu país nos Jogos Olímpicos de 1996, ganhando a medalha de bronze por equipes. 